# Pitajo de Jelski
Silvicultrix jelskii
Espèce
Synonymes
- Ochthoeca jelskii

Statut de conservation UICN

 LC  : Préoccupation mineure
Le Pitajo de Jelski (Silvicultrix jelskii), aussi appelé Pitajo des Andes, est une espèce de passereaux de la famille des Tyrannidae,. Plusieurs bases de données comme Catalogue of Life, ITIS et l'Animal Diversity Web l'appellent Ochthoeca jelskii,,. Elles considèrent en effet les espèces du genre Silvicultrix comme appartenant au genre Ochthoeca, contrairement au Congrès ornithologique international qui les en a séparées à la suite des travaux de Tello et al. et de Harshman en 2009. Son nom lui a été donné en hommage à Konstanty Jelski, botaniste et ornithologue polonais.

## Distribution
Cet oiseau vit dans les Andes du sud-ouest de l'Équateur et du nord-ouest du Pérou (vers le sud jusqu'aux départements de Lima et de Huánuco),,.

## Systématique
Cette espèce est monotypique selon la classification de référence du Congrès ornithologique international (version 9.1, 2019).